# Guess Who (EP)
Guess Who es el cuarto EP del grupo femenino surcoreano Itzy, que fue lanzado el 30 de abril de 2021 por JYP Entertainment. El álbum contiene seis canciones, incluyendo su sencillo principal, «In the Morning», que fue lanzado junto con el miniálbum.

## Antecedentes
El 22 de marzo, Itzy lanzó el primer póster de su próximo álbum titulado Guess Who. Esto se publicó junto con información de pedidos anticipados y una vista previa del contenido del álbum. JYP Entertainment dijo en un comunicado que el próximo lanzamiento contará con un sonido que "será una sorpresa para sus fanes". El sello agregó que el grupo "inventaría movimientos de baile poco convencionales y estilo para mostrar algo diferente esta vez".
El 12 de abril de 2021, el grupo reveló la lista de canciones del EP en las cuentas oficiales de sus redes sociales y el sitio web del grupo, revelando que «In the Morning» sería el título de su sencillo principal.

## Composición y letras
Guess Who cuenta con seis canciones en total. «In the Morning» fue coescrita y producida por el fundador de JYP Entertainment, J.Y. Park, quien previamente había trabajado en dos de los sencillos exitosos del grupo, «Icy» y «Not Shy». Otros productores incluidos en el disco incluyen a los creadores de éxitos earattack, que trabajó con Got7, y al colaborador frecuente de Kang Daniel, JQ.
«In the Morning», concebida a partir del juego de la mafia, contiene un mensaje lleno de confianza. «Sorry Not Sorry» fue descrita como una "canción impresionante" con letras que contienen las aspiraciones de Itzy. «Kidding Me» brinda a los oyentes una fuerte emoción con un sonido adictivo y una advertencia directa. «Wild Wild West» es una pista fascinante con bucles de guitarra y un sonido rico que recuerda a la música occidental estadounidense. «Tennis (0:0)» es una canción en la que se puede disfrutar plenamente del punto de emoción, donde las letras expresan la emoción fresca y vibrante en comparación con el rally de tenis.

## Rendimiento comercial
Dos días antes del lanzamiento del álbum, el 28 de abril de 2021, Guess Who superó los 260.000 pedidos por adelantado, convirtiéndolo en su álbum más vendido, superando a Not Shy, con 200.000 copias. El EP debutó en el número 1 en la lista de Gaon Retail Album Chart con 58.291 copias vendidas en un semana. En Corea del Sur, Guess Who debutó y alcanzó el puesto número 2 durante la semana que finalizó el 1 de mayo de 2020. El EP también entró en el número 5 en la lista de Gaon Album Chart para el mes de abril de 2021 con menos de un día de seguimiento y venta de 232.570 copias.
En los Estados Unidos, el álbum entró en varias listas. Debutó y alcanzó el puesto número 148 en el Billboard 200 de EE. UU., convirtiéndose en el quinto álbum con el pico más alto de una artista femenina coreana en la lista y convirtiendo a Itzy en la séptima artista femenina surcoreana en entrar en la lista, después de BoA, Girls' Generation, 2NE1, Blackpink, Twice y Loona.

## Recepción de la crítica
Guess Who recibió críticas mixtas de los medios de comunicación. Sofiana Ramli de NME, otorgó a la obra extendida 4 de 5 estrellas, describiéndola como "con mucho, el proyecto más cohesivo de Itzy en términos de sonido". La crítica elogió la dirección musical de hip-hop en este disco, ya que el grupo de chicas "parece haber encontrado con éxito una marca de pop maximalista que funciona para ellas". Escribiendo para The Kraze, Saquib Syed le dio al álbum una puntuación de 9.3 sobre 10, afirmando que ha mejorado "su juego en todos los aspectos de la interpretación" y describió el material como una oportunidad para "disparar sus números al siguiente nivel, potencialmente llevándolos a niveles de reconocimiento similares a grupos como Twice o Blackpink en Corea del Sur e internacionalmente".
En una revisión mixta, Joshua Minsoo Kim de Pitchfork descubrió que, aunque su debut "estableció al quinteto como una nueva fuerza masiva en la industria", su último lanzamiento, Guess Who, fue una decepción, comentando que con el EP, Itzy "se convirtió en algo más incómodo, estando ellas mismas en el proceso". Dayeol Jeong de IZM señaló que el álbum "debe seguir pasivamente una dirección establecida, controlando la vitalidad de las cinco chicas".

## Lista de canciones
| CD / Descarga digital |                                          |                                      | |                                       |          |  |
| N.º                   | Título                                   | Letras                               | Música | Arreglo                               | Duración |  |
| 1.                    | «In the Morning» (마피아 in the Morning) | J.Y. Park, KASS, danke, LYRE         | J.Y. Park, earattack, KASS, Lee Hae-sol                                                                               | J.Y. Park, Lee Hae-sol, earattack     | 2:52     |  |
| 2.                    | «Sorry Not Sorry»                        | JQ, J14, TOMBOY (makeumine works)    | Shim Eun-ji, Lee Min-young (EastWest), Yeul (1by1)                                                                    | Lee Min-young (EastWest), Yeul (1by1) | 3:09     |  |
| 3.                    | «Kidding Me»                             | Kobee, Holy M, KASS                  | Kobee, Holy M | Kobee, Holy M                         | 3:33     |  |
| 4.                    | «Wild Wild West»                         | earattack                            | Andy Love (153/Joombas), earattack                                                                                    | earattack                             | 3:23     |  |
| 5.                    | «Shoot!»                                 | Lee Ha-jin, Mad Clown, Kim Seung-min | Alexander Pavelich, Maria Hazell, Jerker Olov Hansson, Gigi Grombacher, Joakim Harestad Haukaas, Edvard Forre Erfjord | Joki, Erfjord                         | 2:19     |  |
| 6.                    | «Tennis (0:0)»                           | JQ, Vacation (makeumine works)       | Coach & Sendo, Cazzi Opeia, Alex Chang Jien                                                                           | Coach & Sendo                         | 3:39     |  |
| 18:58                 |                                          |                                      | |                                       |          |  |

## Reconocimientos

### Listados
| Publicación  | Lista                  | Ranking | Ref.   |
| ------------ | ---------------------- | ------- | ------ |
| Genius Korea | 2021 Year-End: Top EPs | 4.º     | [ 16 ] |

## Posicionamiento en listas
| Lista (2021)                               | Mejor posición |
| ------------------------------------------ | -------------- |
| Bélgica (Ultratop Flanders)                | 129            |
| Dinamarca (Hitlisten)                      | 23             |
| Corea del Sur (Gaon Album Chart)           | 2              |
| Estados Unidos (Billboard 200)             | 148            |
| Estados Unidos (Billboard Top Heatseekers) | 1              |
| Estados Unidos (Billboard World Albums)    | 2              |
| Finlandia (Suomen virallinen lista)        | 13             |
| Japón (Oricon)                             | 9              |
| Reino Unido (Official Charts Company)      | 34             |

| Lista (2021)                     | Mejor posición |
| -------------------------------- | -------------- |
| Corea del Sur (Gaon Album Chart) | 5              |

## Historial de lanzamiento
| País          | Fecha               | Formato                         | Discográfica      | Ref.  |
| ------------- | ------------------- | ------------------------------- | ----------------- | ----- |
| Corea del Sur | 30 de abril de 2021 | CD, Descarga digital, streaming | JYP Entertainment | [ 2 ] |
| Varios        | 30 de abril de 2021 | Descarga digital, streaming     | JYP Entertainment | [ 2 ] |